# Nyár ’95 hadművelet
A Nyár ’95 hadművelet (horvátul: Operacija Ljeto ’95) a Horvát Hadsereg (HV) és a Horvát Védelmi Tanács (HVO) közös katonai offenzívája volt, amely a Livnói-mezőtől északnyugatra, valamint a Bosznia-Hercegovina nyugati részén található Bosansko Grahovo és Glamoč környékén zajlott. Az akciót a horvátországi háború és a boszniai háború idején 1995. július 25. és 29. között hajtották végre. Az Ante Gotovina HV altábornagy által irányított 8500 fős támadó erő kezdetben erős ellenállásba ütközött a Boszniai Szerb Köztársaság Hadserege (VRS) 2. krajinai hadtestének 5500 fős hadserege részéről. A HV/HVO mintegy 1600 négyzetkilométernyi területet elfoglalva, visszaszorította a VRS-t, és ennek következtében elzárta a Knin–Drvar utat, amely a magát kikiáltott Krajinai Szerb Köztársaság (RSK) kritikus ellátási útvonala volt. A hadművelet nem érte el elsődleges célját, nem vonta el a VRS egységeket az ostromlott Bihács várostól, de a HV-t olyan helyzetbe hozta, hogy a napokkal későbbi Vihar hadműveletben elfoglalja az RSK fővárosát, Knint.
A Nyár ’95 hadművelet a VRS és az RSK katonasága által a Bihácsi zseb ellen indított támadásokra válaszul indult, amely az ENSZ hat Bosznia-Hercegovinában létrehozott biztonsági övezetének egyike volt. A területet a HV vezérkara a horvát katonai erőfeszítések szempontjából stratégiai jelentőségűnek tekintette, mert akadályt jelentett az RSK ellátásában, és lekötötte az RSK katonaságának egy részét, valamint néhány VRS erőt, amelyeket egyébként átcsoportosítottak volna. A nemzetközi közösség attól tartott, hogy a háború eddigi legrosszabb humanitárius katasztrófája következik be akkor, ha az RSK vagy a VRS elfoglalja Bihácsi zsebet. A zseb védelmének legmegfelelőbb módját illetően az Amerikai Egyesült Államok, Franciaország és az Egyesült Királyság megosztott volt.

## Előzmények
1990-ben, a horvát szocialisták választási vereségét követően az etnikai feszültségek tovább fokozódtak. A Jugoszláv Néphadsereg ezután az ellenállás minimalizálása érdekében elkobozta Horvát területvédelem (Teritorijalna obrana) fegyvereit. Augusztus 17-én a feszültség a horvátországi szerbek nyílt lázadásává fajult, amelynek középpontja a dalmát hátországnak Knin körüli, túlnyomórészt szerbek lakta területei, Lika, a Kordun, Banovina és Kelet-Horvátország részei voltak. 1991 januárjában, miután Szerbia két sikertelen kísérletet tett (amelyet Montenegró, valamint a szerbiai Vajdaság és Koszovó tartományok támogattak), hogy megszerezze a jugoszláv elnökség jóváhagyását a JNA bevetéséhez a horvát biztonsági erők leszerelésére, márciusban a szerb felkelők és a horvát különleges rendőrség közötti vértelen összecsapás után maga a JNA, (Szerbia és szövetségesei támogatásával) kérte a szövetségi elnökséget, hogy adjon a számára háborús jogosítványokat és hirdessen ki rendkívüli állapotot. A kérelmet március 15-én elutasították, és a JNA lényegében Slobodan Milošević szerb elnök irányítása alá került. Milošević, aki Jugoszlávia megőrzése helyett a Szerbia bővítésére irányuló kampányt részesítette előnyben, nyilvánosan azzal fenyegetőzött, hogy a JNA-t szerb hadsereggel váltja fel, és kijelentette, hogy nem ismeri el többé a szövetségi elnökség fennhatóságát. A fenyegetés arra késztette a JNA-t, hogy Szerbia bővítése érdekében fokozatosan feladja Jugoszlávia megőrzésének terveit. A hónap végére, miután a JNA a felkelők oldalán avatkozott be, és megakadályozta a horvát rendőrség intézkedését, a konfliktus halálos kimenetelűvé fajult. Április elején a horvátországi szerb lázadás vezetői kinyilvánították szándékukat, hogy az ellenőrzésük alatt álló, a horvát kormány által szakadár régiónak tekintett területet Szerbia területébe integrálják. Horvátország kormánya ezt a nyilatkozatot nyílt elszakadási kísérletnek tekintette.
Májusban a horvát kormány válaszul megalakította a Horvát Nemzeti Gárdát (Zbor narodne garde – ZNG), de ennek fejlesztését hátráltatta az ENSZ Biztonsági Tanácsa 713. számú határozatával szeptemberben bevezetett fegyverembargó. Október 8-án Horvátország kikiáltotta függetlenségét Jugoszláviától, majd egy hónappal később a ZNG-t átnevezték Horvát Hadsereggé (Hrvatska vojska – HV). 1991 utolsó hónapjaiban zajlottak a háború leghevesebb harcai, melyek csúcspontja a laktanyacsata, Dubrovnik ostroma, és a vukovári csata voltak. Az RSK-ban etnikai tisztogatás kezdődött, melynek során a legtöbb nem szerb állampolgárt kiűzték az általuk ellenőrzött területekről. 1992 januárjában megállapodás született az ENSZ béketervének, a Vance-tervnek végrehajtásáról, melyet az ENSZ különmegbízottja Cyrus Vance volt amerikai külügyminiszter dolgozott ki, és Horvátország, a JNA és az ENSZ is aláírta. Ennek eredményeként a tűzszünet ellenőrzésére bevonultak az Egyesült Nemzetek Védelmi Erői (UNPROFOR), a JNA pedig a tervnek megfelelően visszavonult Bosznia-Hercegovina területére, ahol további konfliktusok voltak várhatók. Annak ellenére, hogy a békemegállapodás megkövetelte a JNA személyi állományának és felszerelésének azonnali kivonását Horvátországból, a JNA hét-nyolc hónapig még Horvátország területén maradt. Amikor csapatai végül kivonultak, felszerelésüket a Krajinai Szerb Köztársaság hadseregére (ARSK) hagyták. A januári a tűzszünet lehetővé tette a JNA számára, hogy Kelet- és Nyugat-Szlavóniában megtartsa pozícióit, amelyek a horvát ellentámadást követően a katonai összeomlás szélére kerültek. Ott ugyanis mire a tűzszünet életbe lépett, a JNA birtokában lévő nyugat-szlavóniai terület 60%-át a Horvát Hadsereg (HV) visszafoglalta. Szerbia azonban továbbra is támogatta az RSK-t. A HV a Dubrovnik körüli kis területeket is horvát ellenőrzése alá helyezte, és a Maslenica hadművelet során visszafoglalta Lika és Észak-Dalmácia egyes területeit. A horvátok lakta nagyobb települések a háború során folyamatosan tüzérségi, rakéta és légitámadásoknak voltak kitéve.
1992. január 9-én, megelőzve a február 29-iki és március 1-jei népszavazást Bosznia-Hercegovina függetlenségéről, amelyet később a boszniai háború ürügyeként hivatkoztak, kikiáltották a boszniai szerb államot. A boszniai szerb állam később a Boszniai Szerb Köztársaság nevet kapta. Ahogy a JNA kivonult Horvátországból, átadva fegyvereit, felszerelését és 55 000 katonáját, boszniai szerb hadsereggé kezdett átalakulni. A folyamat májusban fejeződött be, amikor a boszniai szerb hadsereg a Boszniai Szerb Köztársaság hadserege (Vojska Republike Srpska – VRS) nevet vette fel. Ellenfele az áprilisban megalakult Horvát Védelmi Tanács (HVO), és Bosznia-Hercegovina területvédelmi erői voltak, melyet májusban átkereszteltek a Bosznia-Hercegovinai Köztársaság hadseregévé (Armija Republike Bosne i Hercegovine – ARBiH). Ezen erők formális felállítását azonban megelőzték az országban lezajlott első fegyveres összecsapások, amikor a boszniai szerbek március 1-jén Szarajevóban és másutt barikádokat állítottak fel, és a helyzet gyorsan eszkalálódott. A boszniai szerb tüzérség március végén megkezdte Bosanski Brod ágyúzását, Szarajevót pedig április 4-én lőtték először. 1992 végére egy a Jugoszláv Szövetségi Köztársaság katonai és pénzügyi támogatásával és etnikai tisztogatással végrehajtott nagyszabású akciót követően a VRS birtokolta Bosznia-Hercegovina területének 70%-át. A boszniai háború fokozatosan háromoldalúvá fejlődött. Mivel az erőik riválisokká váltak az ország egyes részeinek ellenőrzéséért vívott harcban, a kezdeti ARBiH–HVO szövetség hamarosan megromlott. Az etnikai feszültségek a látszólag jelentéktelen júliusi zaklatásból, 1992 októberére nyílt horvát–bosnyák háborúba torkolltak. A boszniai horvát hatóságok 1992. októberében alakultak meg és Herceg-Bosznia területét szándékukban állt Horvátországhoz csatolni. Ez összeegyeztethetetlen volt a bosnyákok egységes államra irányuló törekvéseivel.
1994 novemberében Bihács ostroma kritikus szakaszba lépett, amikor a VRS és az ARSK közel került ahhoz, hogy elfoglalja a várost a bosnyák irányítású ARBiH-tól. Bihácsot stratégiai területnek tekintette a nemzetközi közösség. Úgy gondolták, hogy a város szerb erők általi elfoglalása fokozza a háborút, kiszélesítve a megosztottságot egyik oldalon az Egyesült Államok, a másik oldalon Franciaország és az Egyesült Királyság között (akik a terület megőrzésének eltérő megközelítéséből indultak ki), és attól tartottak, hogy Bihács a háború legrosszabb humanitárius katasztrófája lesz. Emellett Bihácsnak a szerbektől való megvédése stratégiai fontosságú volt Horvátország számára. Krešimir Ćosić dandártábornok arra számított, hogy Bihács elfoglalása után a VRS és az ARSK Károlyvárost és Sziszeket fogja fenyegetni, míg a horvát vezérkari főnök Janko Bobetko úgy vélte, Bihács eleste Horvátország háborús erőfeszítéseinek a végét jelentheti.
A Bill Clinton elnök által 1993 februárjában jóváhagyott amerikai katonai stratégia nyomán 1994 márciusában aláírták a washingtoni megállapodást. Ezzel véget ért a horvát–bosnyák háború, megszüntette Herceg-Boszniát, és létrehozta a bosznai-hercegovinai szövetségi államot, valamint a VRS elleni ARBiH–HVO szövetséget. Ezen kívül egy sor találkozó jött létre amerikai és horvát tisztviselők között Zágrábban és Washingtonban. 1994 novemberében az Egyesült Államok egyoldalúan megszüntette a Bosznia-Hercegovina elleni fegyverembargót, valójában lehetővé tette a HV számára, hogy ellássa magát fegyverekkel, miközben a fegyverszállítmányok Horvátországon keresztül áramlottak Boszniába. Egy 1994. november 29-én tartott ülésen a horvát képviselők azt javasolták, hogy támadják meg a szerbek által birtokolt livnói területet Bosznia-Hercegovinában, hogy elvonják a Bihácsot ostromló szerb haderő egy részét, és akadályozzák meg a város szerbek általi elfoglalását. Az amerikai illetékesek nem reagáltak a javaslatra. Még aznap elrendelték a Tél '94 hadműveletet, mely azután vált megvalósíthatóvá, hogy a HVO 1994. november 3-án a kupresi csata során elfoglalta a Livnói-mezőtől északra fekvő Kuprest, biztosítva a Livnótól északnyugatra tervezett előrenyomulás jobb szárnyát.
Bár a Tél ’94, és az arra épülő Ugrás–1 és az Ugrás–2 hadműveleteket három különálló hadműveletként tervezték és hajtották végre, ezek egy egységes katonai akciót képviseltek. A Tél '94 hadműveletnél látszólag nem sikerült elérni elsődleges célt, a Bihácsra nehezedő nyomás enyhítését a támadás megfékezésére szolgáló VRS és ARSK erők elvonásával; ez azonban a VRS vezérkari főnöke Ratko Mladić döntésének köszönhető, nem pedig a tervezési vagy végrehajtási hibáknak. A Bihács elleni támadás folytatása és a Livnói-mezőről történő előrenyomulás megakadályozása közötti választás során a VRS úgy döntött, hogy nem csoportosítja át erőit, de ennek ellenére Bihácsot sikeresen megvédte a Bosznia-Hercegovinai Hadsereg, az ARBiH 5. hadteste. A Tél ’94 hadművelet másodlagos célját könnyebben sikerült elérni; a horvát erők megközelítették a Knin-Drvar utat, és közvetlenül fenyegették a Boszniai Szerb Köztársaság és a Krajinai Szerb Köztársaság fővárosa közötti fő utánpótlási útvonalat. A Tél '94 hadművelet eredményeire épülő Ugrás–1 és az Ugrás–2 hadműveletek fenyegették Bosansko Grahovót, és megteremtette a feltételeket Kninnek Nyár '95 hadművelet során történő elszigeteléséhez, amelyet a következő hónapban terveztek meg.

## A szembenálló erők
A hadművelet végrehajtására HV és a HVO létrehozta a „Rujani” hadműveleti csoportot, mely a HV split hadteste irányítása, és Ante Gotovina altábornagy parancsnoksága alatt állt. Az operatív csoport két csoportra osztva körülbelül 8500 katonából állt, és Bosansko Grahovo és Glamoč ellen irányult. A HVO csapatait Glamoč ellen vetették be, a HV erőket pedig Glamoč és Bosansko Grahovo térségében helyezték el. A védekező erő körülbelül 5500 katonából állt, akik a VRS 2. krajinai hadtestének részei voltak, Radivoje Tomanić vezérőrnagy irányítása alatt. A 2. krajina hadtestet az RSK 7. észak-dalmáciai hadtest által összeállított „Vijuga” harccsoport támogatta, melyet 1994 végén 500 fős egységként először Bosansko Grahovo területére vezényeltek. A területet a HV Ugrás–2 hadművelet 1995. júniusi végrehajtása után három, Bosansko Grahovo-ba és Glamočba telepített VRS-dandárral erősítették meg. A VRS által telepített egységeket a VRS 1. krajinai hadtest hét dandárjából és a VRS kelet-boszniai hadtest három dandárjából áthelyezett szakaszokkal és századokkal erősítették meg.

## A hadművelet lefolyása
A Nyár ’95 hadművelet július 25-én 05:00-kor kezdődött. A HV 7. gárdadandárja a Livno–Bosansko Grahovo úton északnyugat felé haladt Bosansko Grahovo városa felé, amely az offenzíva fő célja volt. A HV 114. gyalogdandárjából összeállított század az előrenyomulás jobb szárnyán támadta meg a VRS állásokat. A 7. gárdadandárnak sikerült körülbelül 2 kilométert előrehaladnia, de fel kellett függesztenie erőfeszítéseit, mivel a 114. dandár százada nem tudott felülkerekedni a VRS Marino Brdonál felállított védelmén, hogy fedezze a 7. dandár jobb szárnyát. A VRS védelme a HV és a HVO által támadott frontvonalon végig jól felkészült a horvát támadásra. A bosansko grahovói zóna különösen jól fel volt készülve a védelemre – a mélységi védelemre erődítményeket, óvóhelyeket és fedett lövészárkokat építettek, közöttük akadályokkal és aknamezőkkel.
Ugyanezen a napon – az offenzíva másodlagos célja – Glamoč felé előrenyomuló HV/HVO erő is a VRS csapatok erős ellenállásába ütközött. A Šator-hegytől délkeletre, Glamoč hátsó részéig előrenyomuló 81. gárdazászlóalj ugyan áttörte a VRS 3. dandárjának védelmét, de kevesebb mint 2 kilométer megtétele után le kellett állnia, mert jobb szárnya veszélybe került, amikor a tőlük jobbra lévő HV és HVO egységeket feltartotta a VRS határozott védelme. Az 1. horvát gárdadandárt, a boszniai horvát különleges rendőrséget és az 1. gárdadandár 3. zászlóalját ugyancsak feltartóztatta a VRS, amely tartotta Šator-hegy és Glamoč közötti hegytetőn megerősített állásait. A HVO 2. és 3. gárdadandárja Glamočtól délnyugatra támadta a VRS 5. glamoči dandárát. A HVO 60. gárda légideszant zászlóalja és a 22. szabotázskülönítmény a Kujača-hegyen támadott Glamočtól délkeletre, de ők is csak elhanyagolható eredményeket értek el.
Gotovina július 26-án a 9. gárdadandár 2. zászlóalját is bevetette a Bosansko Grahovo tengelybe. A zászlóalj megkerülte a HV 114. gyalogdandár századát megállító VRS-erőt, és hátulról támadta meg a VRS védelmet. Annak ellenére, hogy a HV nem tudott 1 km-nél többet előrehaladni, a lépés elegendő volt ahhoz, hogy a HV 7. gárdadandár folytathassa támadását, és 5 km-rel visszaszorítsa a VRS-t, és még aznap 7 km-es távolságon belül került Bosansko Grahovotól. A Boszniai Szerb Köztársaság és az RSK fővárosa, Knin közötti legjelentősebb útvonalon húzódó város közvetlen veszélybe kerülése sürgős ügy lett az RSK számára. Az RSK különleges  hadtestének 2. gárdadandárja parancsot kapott, hogy a Bihácsi zsebben váljon le az ARBiH 5. hadtestéről, és menjen Bosansko Grahovóba, hogy megvédje a várost. Az RSK rendőrség egy zászlóalját is utasították, hogy erősítse meg a terület védelmét, de a rendőrzászlóalj megtagadta a bevetési parancsot arra hivatkozva, hogy a vezérkarnak nincs hatásköre a rendőrség felett, az RSK 2. gárdadandárja viszont nem érte el időben Bosansko Grahovót, hogy hozzájáruljon a védelemhez.
A hadművelet második napján a HV 1. gárdahadtest és az 1. gárdadandár 3. zászlóalja áttörte a VRS hegytetői állásait, amelyek előző nap még megállították őket a Šator-hegy és Glamoč között, lehetővé téve a HV 81. gárdazászlóalj számára, hogy további 5 km-t előrenyomuljon, azzal fenyegetve, hogy ellenőrzése alá vonja azt az utat, amelyet a VRS Glamoč északi részének ellátására használt. A Glamočtól délre lévő magaslat biztosítására Gotovina a tartalékból kivonta a HV 72. katonai rendőrzászlóalj terrorellenes egysége által támogatott HV 1. gárdadandár 1. zászlóalját, és azzal támadta meg a VRS-nek az 1600 méter magas Vrhovi-hegyen levő állásait. A HVO egységei kevés haladást elérve folytatták támadásukat Glamoč felé. A HVO 2. gárdadandár csak 1 km-t ment előre Glamoč felé. A második nap végére a Nyár '95 hadművelet alapos késedelmet szenvedett.
Július 27-én Gotovina a 4. gárdadandár jobb szárnyon történő bevetésével erősítette meg a bosansko grahovói tengelyt. A dandár a szektorában mintegy 10 km-t előrehaladva áttörte a VRS védelmét, és mintegy 5 km-re közelítette meg Bosansko Grahovót. Glamoč területén az előrejutás még mindig lassan haladt. A Horvát Légierő két Míg-21-es géppel még aznap részt vett a támadásban, légicsapásokat hajtva végre Glamoč környékének úthálózatára, ezzel megsértve az ENSZ által elrendelt és a NATO által ellenőrzött repülési tilalmat.
A HV 4. és 7. gárdadandár július 28-án áthatolt a VRS Bosansko Grahovo környékén felállított védelmén, és még aznap elfoglalta a várost. Ezzel egy időben a HV 81. gárdazászlóalja és az 1. gárda zászlóalj a különleges rendőrség támogatásával Glamočtól északra vonult, elérve annak külterületét, és elvágta a főútvonalat a város és a boszniai szerbek által birtokolt terület többi része között. Miután a HV hátulról fenyegette a glamoči VRS állásokat, a város védelme megingott, és a HVO 2. gárdadandár, a 60. gárda légideszant zászlóalj és a 22. szabotázsosztag áttörte a VRS védelmét. A délről támadó HVO csapatok július 29-én elfoglalták Glamočot.

## Következmények
Gotovina a csata korai szakaszában hevesnek értékelte a VRS ellenállását a HV és a HVO egységekkel szemben, míg az RSK korábbi tisztjei szerint a VRS és az RSK harccsoport általános ellenállása Bosansko Grahovo térségében nem volt nagy. A támadó HV/HVO erők közül az akció során 18 ember vesztette életét, és 155-en megsebesültek. Körülbelül 1600 km2 terület cserélt gazdát, a Knin-Drvar utat pedig, amely létfontosságú volt az RSK utánpótlásához a horvátok ellenőrzésük alá vonták. Az offenzíva 12-14  000 szerb menekültet űzött el lakóhelyéről, akik Banja Luka felé menekültek.
Július 30-án az RSK hadiállapotot hirdetett, és az RSK elnöke Milan Martić kijelentette, hogy a horvát területi előnyöket a VRS-szel együttműködve hamarosan megfordítják. A VRS legfelsőbb parancsnoka Ratko Mladić vezérezredes még aznap meglátogatta Knint, és megígérte az abban a hónapban elvesztett terület visszafoglalását is. Az RSK katonai vezetői azonban arra a következtetésre jutottak, hogy a VRS-nek nincsenek támadásra képes egységei Nyugat-Boszniában. Az RSK katonai elemzése azt mutatta, hogy hogy a HV másodszor mentette fel Bihácsi zsebet, és több ponton is az RSK megtámadására készül. Az offenzívát követően az RSK hatóságai félelmet és pánikot jelentettek a lakosság körében, amelyet az a meggyőződés táplált, hogy az RSK nem tudja megvédeni magát a HV ellen. Augusztus 2-án az RSK polgári védelmi hatóságai elrendelték az RSK kiürítésének előkészítését, az RSK miniszterelnöke Milan Babić pedig arra kérte a kormány minisztereit, hogy készüljenek fel a Donji Lapacba történő áttelepülésre. Miközben az RSK hadseregének mozgósítása augusztus 3-ra nagyjából befejeződött, megkezdték a nők és a gyerekek  evakuálását Jugoszláviába.
A Nyár ’95 hadművelet nem érte el azt a célját abban a tekintetben, hogy az ostromlott Bihácsot tehermentesítsék azáltal, hogy jelentős RSK és VRS-erőket vonjanak a várostól, abból a célból, hogy azok megfékezzék a HV/HVO előrenyomulását. Az RSK 2. gárdadandárt Bihácsból Bosansko Grahovóba vezényelték, és a következő HV offenzíva, a Vihar hadművelet augusztus 4-iki kezdetéig Knin körzetében maradt. Bosansko Grahovónak és Glamočnak a HV és HVO általi elfoglalása, kedvező pozíciókat teremtett Knin megtámadására, a Vihar hadművelet miatti nagyszabású HV mozgósítás a felkészülés pedig elmozdította az RSK figyelmét Bihácsról. Július 30-án az RSK polgári és katonai vezetői, Milan Martić és Mile Mrkšić tábornok találkoztak az ENSZ főtitkárának személyes képviselőjével, Jaszusi Akasival, és hogy megakadályozzák a várható horvát offenzívát megállapodtak a Bihácsból való kivonulás tervében. Napokkal később a Nyár '95 hadműveletben elfoglalt területet a Vihar hadműveletben a 4. és 7. gárdadandárok kiindulópontként használták a Knin felé való előrenyomuláshoz. Augusztus 11-ről 12-re virradó éjjel a VRS 2. krajina hadteste megpróbálta visszafoglalni Bosansko Grahovót. Előrenyomulásuk Drvar irányából áttört a HV tartalék gyalogságán, amely a területet a helyőrségére hagyta, és elérte a város szélét, de két HV gárdazászlóalj visszaverte őket.

## Fordítás
Ez a szócikk részben vagy egészben  az   Operation Summer '95 című angol Wikipédia-szócikk ezen változatának fordításán alapul.  Az eredeti cikk szerkesztőit annak laptörténete sorolja fel. Ez a jelzés csupán a megfogalmazás eredetét és a szerzői jogokat jelzi, nem szolgál a cikkben szereplő információk forrásmegjelöléseként.